# Kultura Albanii
Kultura Albanii ukształtowała się pod wpływem historii kraju i jego położenia geograficznego.

## Architektura
Architektura Albanii jest jednym z najważniejszych świadectw historii Albańczyków, ich kultury i tożsamości. Ma ona swoje korzenie już w starożytności, co jest wyraźnie udokumentowane przez znaleziska archeologiczne. W architekturze zachowały się oryginalne cechy, wzbogacone przez elementy pochodzenia rzymskiego, greckiego, bizantyjskiego, weneckiego, osmańskiego oraz zachodniego.

## Taniec

### Tradycyjny strój

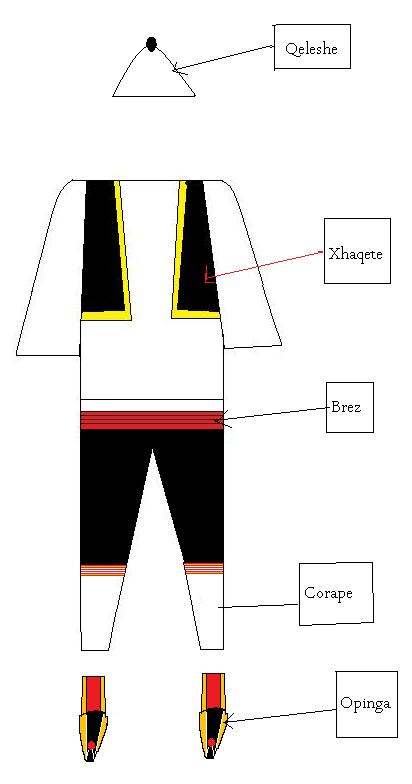
Tradycyjny strój albański z okolic miasta Labëria

Rozróżnia się ponad 200 rodzajów tradycyjnych strojów albańskich. Strój ludowy zawiera symbole pogańskie z czasów starożytności, takie jak słońce, orzeł, księżyc, gwiazdy i wąż. Praktycznie każdy region kraju posiada odrębny rodzaj stroju. Stroje kobiece są bardziej kolorowe i bogatsze w szczegóły.
Tradycyjne stroje albańskie, taniec i folklor można podziwiać na różnych festiwalach, między innymi na festiwalu folklorystycznym Gjirokaster w miejscowości Gjirokaster, czerwcowym Sofra Dardane w Bajram Curii, Oda Dibrane w Peshkopii, sierpniowe Logu i Bjeshkeve w Kelmend czy festiwal taneczny Cham w Sarandzie.
Strój codzienny Albańczyków nie różni się od standardów europejskich.

## Edukacja

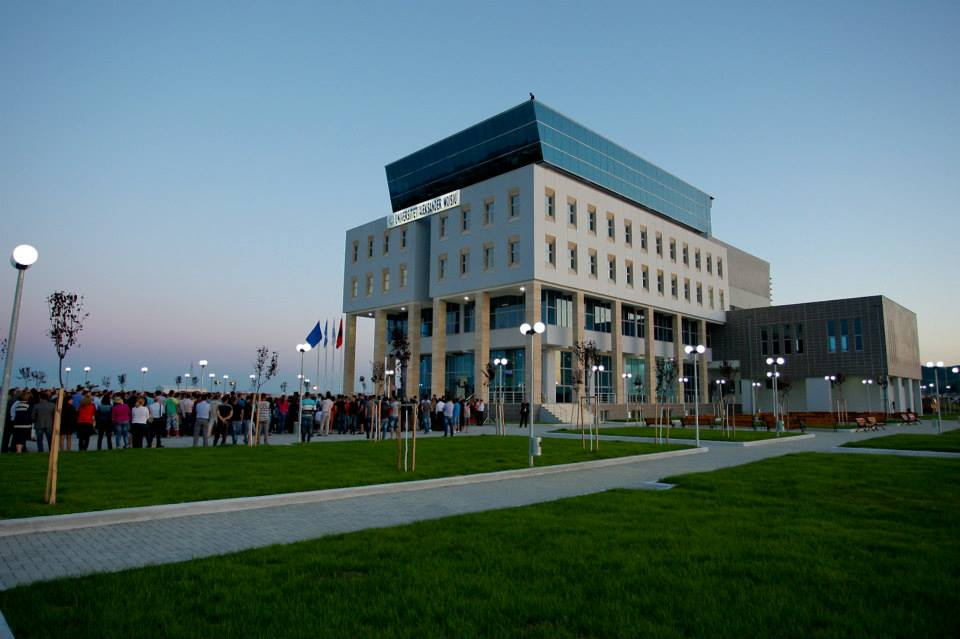
Kampus Uniwersytetu Aleksandra Moisiu w Spitallë

System edukacyjny w Albanii jest świecki. Umiejętność czytania i pisania posiada 96% dorosłej populacji. Nauka w szkole podstawowej jest obowiązkowa, obejmuje klasy 1–9. Większość uczniów kontynuuje swoją edukację na kolejnych stopniach (klasy 10–12). Na koniec 9 klasy uczniowie muszą zdać egzamin. Egzamin po klasie 12 uprawnia ich do kontynuowania nauki. W Albanii jest około 5 tysięcy szkół, większość stanowią szkoły publiczne. Rok szkolny składa się z dwóch semestrów. Rozpoczyna się wraz z początkiem września, a kończy na przełomie maja i czerwca. W kraju występują zarówno państwowe, jak i prywatne uniwersytety.

## Folklor
Albania posiada własne legendy oraz mitologię.

## Sport
Najpopularniejszym sportem w Albanii jest piłka nożna.

## Tradycje weselne

### Suknie ślubne muzułmańskich panien młodych

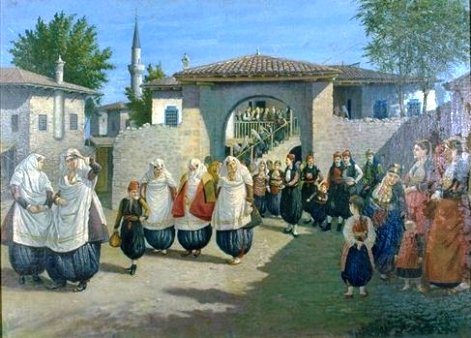
Dasma Shkodrane autorstwa Kola Idromeno

Istnieją dwa rodzaje muzułmańskich sukni ślubnych. Pierwsza wykonana jest z dużego kawałka wełny zwanego „shajak”, pokryta jest motywami kwiatowymi wykonanymi ze sznurka („gajtan”) w kolorze czarnym, czasami połączonym z zielenią. Drugi rodzaj sukni wykonany jest z tego samego materiału, jednak w kolorze czerwonym. Kolejną różnicą są zdobienia, które tutaj są bardzo kolorowe. Suknia pierwszego rodzaju w całości pokryta jest wzorami, natomiast druga wyłącznie częściowo, z przodu i z tyłu. Suknie przewiązane są paskiem wykonanym z ze złota i zbóż w kolorach czerwonym, różowym i pomarańczowym. 

### Suknie ślubne katolickich panien młodych

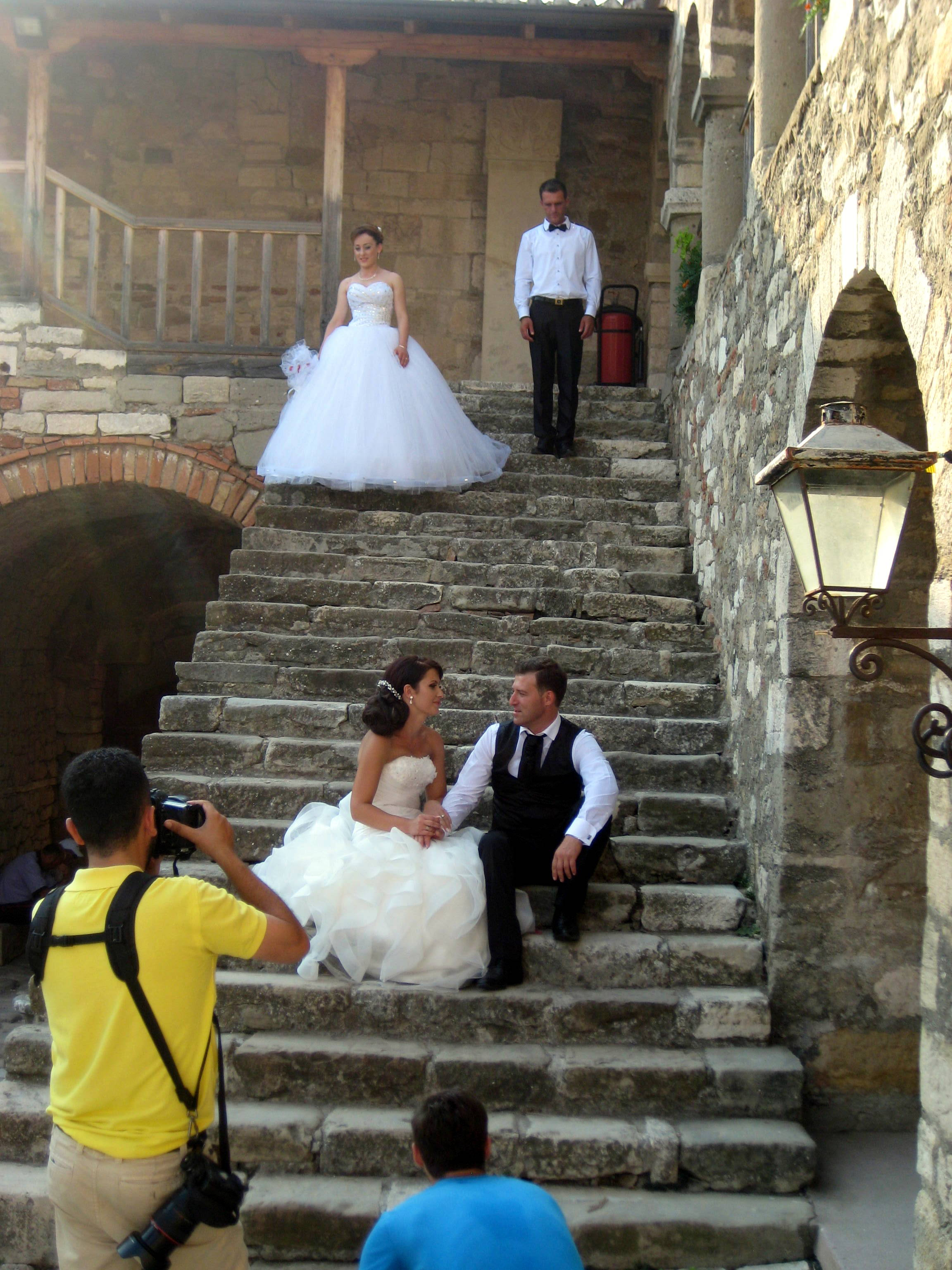
Para młoda w Apollonii

Suknia wykonana jest z białego, transparentnego i połyskującego materiału. Kolor ma symbolizować czystość. Dolną część sukni stanowi tzw. „barnaveke”, na górze panna młoda ma koszulę, a na niej kamizelkę „jelek”.